# Tonton Macoute (gruppo musicale)
I Tonton Macoute sono un gruppo inglese di rock progressivo.

## Storia
Il gruppo affonda le sue radici nel 1968 quando il batterista Nigel Reveler e il tastierista-cantante Paul French risposero ad un annuncio su Melody Maker. Il gruppo era quello dei Dick Scott Company, una pop cover band di cui facevano parte, oltre lo stesso Dick Scott, il bassista-chitarrista Chris Gavin e il fiatista Dave Knowles. Tra il 1969 e il 1970 incisero tre singoli e suonarono in Germania col nome di Windmill, finché nel maggio del 1970 Dick Scott morì in un incidente d'auto in Germania Est.
Tornati in Inghilterra, Reveler, French, Gavin e Knowles optarono per uno stile più progressivo, molto in voga in quel periodo. Decisero di chiamarsi "Tonton Macoute" ispirandosi alla milizia haitiana composta da fedelissimi del dittatore "Papa Doc" Duvalier. Incisero un unico, omonimo album nel 1971 con la Neon Records, dopodiché si sciolsero a causa del fallimento della casa discografica.
Reveler ha poi avuto successo qualche anno dopo come produttore dei Cure.
Il 23 agosto 2017, la giapponese WaSaBi Records di Tokyo ha pubblicato una edizione rivisitata del disco originale, con medesima copertina in stile miniLP doppio, con l'aggiunta del nuovo Disco-2. 
Questa ultima edizione Cat. N. WSBAC-0056/7, è composta di 2 Compact Disc del tipo Blu-spec CD. 
Il Disco-1 è conforme al disco originale del 1971, rimasterizzato in 24 bit come il Disco-2 che comprende 10 nuovi brani registrati in tempi recenti, probabilmente entro il 2015, anno che vide la scomparsa del sassofonista Dave Knowles. 
Nelle note di copertina del Gennaio 2017 l'organista Paul French, rivela che il vero nome del bassista/chitarrista non è Chris Gavin, bensì Gavin Wilkinson; inoltre esprime il desiderio/intenzione di pubblicare altro materiale ripreso dal vivo, nel prossimo futuro.

## Discografia
- 1971 - Tonton Macoute
- 2017 - Tonton Macoute Revisited Edition - 2CD

## Formazione
- Gavin Wilkinson (aka Chris Gavin) - basso, chitarra elettrica, chitarra acustica
- Dave Knowles - sax alto, sax tenore, flauto traverso, clarinetto, voce
- Paul French - organo, piano elettrico, pianoforte, vibrafono, voce
- Nigel Reveler: batteria, percussioni